# KHWA
A KHWA (korábban KSQU) a Dél-oregoni Egyetem tulajdonában álló ultrarövidhullámú zenei rádióadó az Amerikai Egyesült Államok Kalifornia államában; székhelye Mount Shastában van, de műsorszóró engedélyében Weed szerepel. A Jefferson Public Radio hálózatának része és a National Public Radio tagja. A térségben kettő átjátszóadója (K257CA-FM és K269AT-FM) működik. Az állam legkiterjedtebb vételkörzetű rádiócsatornája

## Története
Az 1983-ban KQSU hívójellel indult csatornát 1984-ben megvásárolta Tom Erickson és KWHO-ra nevezte át. Ez volt Siskiyou megye első ultrarövidhullámú countryrádiója.
1997-ben megvásárolta a Huth Broadcasting, és tematikája kortárs zenére módosult. Tulajdonjoga ezután a KSYC-et, KSYC-FM-et, KMJC-t és KMJC-FM-et is üzemeltető Four Rivers Broadcastinghoz került. 2003-tól híreket sugárzott, 2004-ben pedig hívójele KNTK-ra változott.
2008. augusztus 1-jén a KNTK-t és a KSYC-FM-et eladták a Jamison-Wolf Broadcastingnak, innentől a rádió slágerlistás dalokat játszott. Decemberben hívójele KCWH-ra módosult.
2009. augusztus 1-jén a Jamison-Wolf Broadcasting üzemeltetési megállapodást írt alá a Rick Martin műsorvezető által vezetett TRC Enterprisesszal; a hírközlési hatóság jóváhagyását követően a hónap végén utóbbinak adták el a rádiót.
Később a csatornát és átjátszót eladták Mark és Cindy Baird cégének, a Buffalo Broadcastingnek. 2012. július 24-én a rádió elnémult. A 295 ezer dolláros tranzakció december 26-án zárult le. A KSIZ néven rockzenei csatornaként újraindult adó programigazgatója Joe Kesterson lemezlovas lett.
2017. március 23-án az adótorony összedőlt, az adást november 1-jére állították helyre. Szeptember 28-án Joe Kesterson nyelőcsőrákban elhunyt.
2019. április 29-én hívójele KHWA-ra változott. 2021-ben az adás ismét megszakadt.
2022. július 19-én megvásárolta a Dél-oregoni Egyetem, azóta a Jefferson Public Radio műsorát sugározza.

## Programigazgatói
- Tom Erickson (–1997)
- Mike Summers (1997–99)
- Cal Hunter/Tom Huth (1999–2002)
- Rick Martin (2002–08)
- Lee Jamison (2008–09)
- Rick Martin (2009–12)
- Joe Kesterson (2012–17)[2]

## Fordítás
- Ez a szócikk részben vagy egészben  a   KHWA című angol Wikipédia-szócikk ezen változatának fordításán alapul.  Az eredeti cikk szerkesztőit annak laptörténete sorolja fel. Ez a jelzés csupán a megfogalmazás eredetét és a szerzői jogokat jelzi, nem szolgál a cikkben szereplő információk forrásmegjelöléseként.